# Sideroxylon canariense
Sideroxylon canariense är en tvåhjärtbladig växtart som beskrevs av Leyens, Lobin och A.Santos. Sideroxylon canariense ingår i släktet Sideroxylon och familjen Sapotaceae.
Artens utbredningsområde är Kanarieöarna. Inga underarter finns listade i Catalogue of Life.